# Трнавка (Требішов)
Трнавка (словац. Trnávka) — село в окрузі Требішов Кошицького краю Словаччини. Площа села 6,02 км². Станом на 31 грудня 2016 року в селі проживало 192 жителі.
Бере початок річка Трнавка.

## Історія
Перші згадки про село датуються 1259 роком.

## Населення
| Рік:            | 1994. | 2004.   | 2014.   | 2024.   |
| --------------- | ----- | ------- | ------- | ------- |
| Кількість осіб: | 161   | 164     | 180     | 175     |
| Різниця:        |       | +1,86 % | +9,75 % | -2,77 % |

| Рік:            | 2023. | 2024.   |
| --------------- | ----- | ------- |
| Кількість осіб: | 169   | 175     |
| Різниця:        |       | +3,55 % |